# Kloster Oberweimar

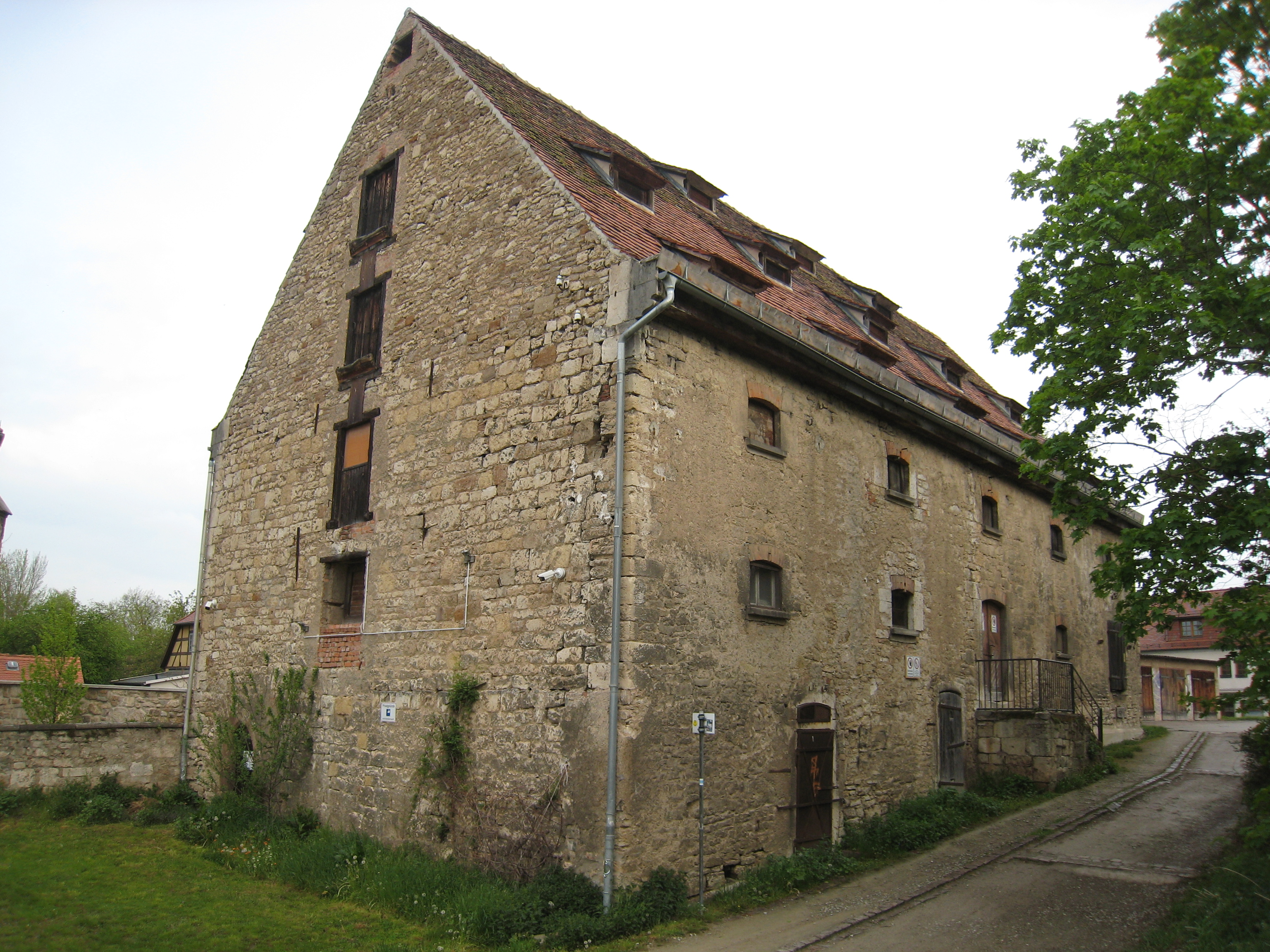
Ehemaliger Klosterspeicher in Oberweimar

Das Kloster Oberweimar war von 1244 bis 1525 ein Kloster zuerst der Zisterzienserinnen, ab 1500 der Benediktinerinnen, in Oberweimar in Thüringen.

## Geschichte
Graf Hermann II. von Orlamünde stiftete 1244 das Nonnenkloster St. Peter und Paul als Grablege und zur Unterbringung weiblicher Mitglieder der Familie. Im 15. Jahrhundert lehnte sich der Konvent an das benediktinische Peterskloster Erfurt an, das zur Reformbewegung der Bursfelder Kongregation gehörte. 1500 kam es zur Aufnahme in den Benediktinerorden. 1525  wurde das Kloster aufgelöst. Die 1361 vollendete zweite Klosterkirche St. Peter und Paul steht noch am Ort (Klosterweg), ferner der ehemalige Klosterspeicher. Die evangelische Kirchengemeinde ist Mitglied der Gemeinschaft Evangelischer Zisterzienser-Erben in Deutschland.
Um 1300 lebte im Kloster die Mystikerin Lukardis von Oberweimar, im 16. Jahrhundert die durch Martin Luther bekannt gewordene Nonne Florentina von Oberweimar. Eventuell besteht ein Zusammenhang zwischen dem Kloster und einem im Merketal einst aufgestellten Marienbild.
Nach diesem Kloster wurde der Klosterweg benannt.

### Handbuchliteratur
- Gereon Christoph Maria Becking: Zisterzienserklöster in Europa, Kartensammlung. Lukas Verlag, Berlin 2000, ISBN 3-931836-44-4, S. 54 B.
- Bernard Peugniez: Guide Routier de l’Europe Cistercienne. Editions du Signe, Straßburg 2012, S. 500.
- Peter Pfister: Klosterführer aller Zisterzienserklöster im deutschsprachigen Raum. 2. Auflage, Kunstverlag Josef Fink, Lindenberg 1998, S. 505.